# Commonwealth Games 2014/Teilnehmer (Anguilla)
| Gelbes Symbol für Goldmedaillen mit stilisierten Olympischen Ringen | Graues Symbol für Silbermedaillen mit stilisierten Olympischen Ringen | Braundes Symbol für Bronzemedaillen mit stilisierten Olympischen Ringen |
| ------------------------------------------------------------------- | --------------------------------------------------------------------- | ----------------------------------------------------------------------- |
| —                                                                   | —                                                                     | —                                                                       |

Anguilla nahm in Glasgow an den Commonwealth Games 2014 teil. Es nahmen 12 Athleten in 2 Sportarten teil.

## Teilnehmer nach Sportarten

### Leichtathletik
Laufen und Gehen 
| Athleten          | Wettbewerb | Runde 1         | Runde 1         | Halbfinale      | Halbfinale      | Finale          | Finale          | Rang            |
| Athleten          | Wettbewerb | Zeit            | Rang            | Zeit            | Rang            | Zeit            | Rang            | Rang            |
| ----------------- | ---------- | --------------- | --------------- | --------------- | --------------- | --------------- | --------------- | --------------- |
| Männer            |            |                 |                 |                 |                 |                 |                 |                 |
| Shanoi Richardson | 100 m      | 11,56 s         | 9               | ausgeschieden   | ausgeschieden   | ausgeschieden   | ausgeschieden   | 70              |
| Kieron Rogers     | 100 m      | 11,11 s         | 5               | ausgeschieden   | ausgeschieden   | ausgeschieden   | ausgeschieden   | 61              |
| Shanoi Richardson | 200 m      | nicht gestartet | nicht gestartet | nicht gestartet | nicht gestartet | nicht gestartet | nicht gestartet | nicht gestartet |
| Akeame Mussington | 400 m      | 51,50 s         | 6               | ausgeschieden   | ausgeschieden   | ausgeschieden   | ausgeschieden   | 45              |

 Springen und Werfen 
| Athleten         | Wettbewerb | Qualifikation | Qualifikation | Finale        | Finale        | Rang |
| Athleten         | Wettbewerb | Weite/Höhe    | Rang          | Weite/Höhe    | Rang          | Rang |
| ---------------- | ---------- | ------------- | ------------- | ------------- | ------------- | ---- |
| Frauen           |            |               |               |               |               |      |
| Rechelle Meade   | Weitsprung | 5,75 m        | 11            | ausgeschieden | ausgeschieden | 24   |
| Shinelle Proctor | Hochsprung | 1,71 m        | 10            | ausgeschieden | ausgeschieden | 21   |

 Mehrkampf 
| Athletinnen            | 100 m Hürden | 100 m Hürden | Hochsprung | Hochsprung | Kugelstoßen | Kugelstoßen | 200 m   | 200 m  | Weitsprung | Weitsprung | Speerwerfen | Speerwerfen | 800 m         | 800 m  | Punkte | Rang |
| Athletinnen            | Zeit         | Punkte       | Höhe       | Punkte     | Weite       | Punkte      | Zeit    | Punkte | Weite      | Punkte     | Weite       | Punkte      | Zeit          | Punkte | Punkte | Rang |
| ---------------------- | ------------ | ------------ | ---------- | ---------- | ----------- | ----------- | ------- | ------ | ---------- | ---------- | ----------- | ----------- | ------------- | ------ | ------ | ---- |
| Siebenkampf Frauen     |              |              |            |            |             |             |         |        |            |            |             |             |               |        |        |      |
| Dee-Ann Kentish-Rogers | 15,49 s      | 778          | 1,57 m     | 1.479      | 9,27 m      | 1.961       | 26,44 s | 2.720  | 5,15 m     | 3.321      | 21,25 m     | 3.633       | nicht beendet | 3.633  | 3.633  | 11   |

### Radsport

#### Straße
| Athleten         | Wettbewerb       | Zeit          | Rang          |
| ---------------- | ---------------- | ------------- | ------------- |
| Männer           |                  |               |               |
| Danny Lloyd Laud | Einzelzeitfahren | 59:50,44 min  | 40            |
| Sherwin Osborne  | Einzelzeitfahren | 1:03:34,60 h  | 52            |
| Kris Pradel      | Einzelzeitfahren | 1:03:19,89 h  | 51            |
| Justin Hodge     | Straßenrennen    | nicht beendet | nicht beendet |
| Danny Lloyd Laud | Straßenrennen    | nicht beendet | nicht beendet |
| Sherwin Osborne  | Straßenrennen    | nicht beendet | nicht beendet |
| Benjamin Phillip | Straßenrennen    | nicht beendet | nicht beendet |
| Kris Pradel      | Straßenrennen    | nicht beendet | nicht beendet |